# Хронологија античке Грчке
Хронологија догађаја античке Грчке дата је за период пре Христовог рођења.

## Мрачно доба Грчке
- 1200. п. н. е. - Традиционална година почетка Мрачног доба
- 800. п. н. е. - Појава алфабетског писма

## Архајско доба
- 776. п. н. е. - Традиционална година првих Олимпијских игара.
- 757. п. н. е. - Први месенијски рат (датовање по хронологији сачуваној код Диодора са Сицилије и Паусаније).
- 757. п. н. е. - Служба архонта у Атини сведена на десет година. Чланови аристократских породица, почевши са Харопсом, долазе на место архонта.
- 754. п. н. е. - Полидор постаје краљ Спарте.
- 738. п. н. е. - Алтернативни датум Првог месенијског рата.
- 735. п. н. е. - Пердика бежи из Арга и одлази у Македонију где оснива владарску династију Аргеада.
- 734. п. н. е. - Полидор шаље колонисте у Италију.
- 727. п. н. е. - 717. п. н. е. - Хипомен, познат по строгим моралним надзорима, архонт у Атини.
- око 725. п. н. е. - Лелатински рат између Халкиде и Еретрије. Већина грчких градова се удружује са једном или са другом страном.
- 719. п. н. е. - Полидора, краља Спарте, убија Полимарх.
- 716. п. н. е. - Владавина Хераклида (Хераклових потомака) у Лидији је окончана када је Кандаула (познатијег Грцима под именом Мирсил), усред беса своје жене, убио Гиг.
- 690. п. н. е. - Феидон постаје тиранин Арга.
- 687. п. н. е. - Служба архонта у Атини постаје једногодишња. Креон је изабран за првог архонта на годину дана (датовање у складу са Паусанијом).
- 685. п. н. е. - Почетак Другог месенијског рата.
- 665. п. н. е. - Крај Другог месенијског рата.
- 656. п. н. е. - Кипсел намеће тиранију Коринту.
- 645. - 560. п. н. е. - Неуспешни ратови Спарте против Тегеје.
- 642. п. н. е. или 634. п. н. е. Бат оснива колонију Кирену у Либији.
- 632. п. н. е. - Килон, атински аристократа, заузима Акропољ и неуспешно покушава да се прогласи за краља.
- 630. п. н. е. - На Криту прво, а затим и у другим градовима, формално се уводи врста хомосексуалности (педерастије), на почетку ради контролисања бројности популације, доцније прераста у образовни модалитет.
- 621. п. н. е. - Атински државник Дракон прописује законе којима се сваки преступ кажњава смрћу (Драконске мере).
- 594. п. н. е. - Солон, атински аристократа, постаје архонт и заузима Саламину од Мегараца, уводи тимократију, владавину најимућнијих (подела атинског друштва по имовинском стању на четири разреда), и друштвене реформе које обухватају већи утицај непосредно бираних тела и укидање дужничко ропство.
- 590. п. н. е. - Врхунац стваралаштва Сапфо са Лезба, песникиње и свештенице.
- 569. п. н. е. - Рођен Питагора.
- 565. п. н. е. - Пизистрат, атински војсковођа, организује Дијакроје, партију сиротиње.
- 546. п. н. е. - Питагора удара темеље природним наукама и астрономији.
- 546. п. н. е. - Пизистрат из трећег покушаја успева да трајно уведе тиранију у Атину.

## Позно архајско доба
- 527. п. н. е. - Пизистрат умире, наслеђују га синови Хипија и Хипарх.
- 525. п. н. е. - Персијски краљ Дарије I, зет Кира Великог, осваја Египат.
- 515. п. н. е. - Након успешног атентата на Хипарха, Хипија остаје једини тиранин Атине.
- 510. п. н. е. - Питагора оснива сопствену школу (Питагорејанска школа).
- 508. п. н. е. - Атињани уз помоћ Спартанаца протерују Хипију.
- 507. п. н. е. - Клистен, атински државник, наставља реформе тако да се атинско становништво сада дели по територијалној припадности и више Атињана учествује у законодавним и судским пословима.
- 500. п. н. е. - Питагора умире на острву Саму.
- 490. п. н. е. - Битка на Маратонском пољу: атинске војсковође Темистокле и Милтијад односе победу над Даријевим Персијанцима.
- 484. п. н. е. - Есхил осваја годишњу награду за најбољу драму.

## Класично доба
- 480. п. н. е. - Битка у Термопилском кланцу: Леонида и његових 300 Спартанаца се жртвују како би се осталим хеленским савезницима омогућило да се повуку пред вишеструко моћнијом персијском војском.
- 480. п. н. е. - Битка код рта Артемисија: поморска битка између Грка и Персијанаца се завршава обостраним повлачењем.
- 480. п. н. е. - Битка код Саламине: Темистокле наноси тежак пораз персијској флоти. Персијски краљ Ксеркс напушта Грчку али оставља војсковођу Мардонија.
- 479. п. н. е. - Битка код Платеје: спартански војсковођа Паусанија предводећи савезничку грчку војску односи убедљиву победу над Мардонијем.
- 479. п. н. е. - Битка код Микале: нови пораз Персијанаца доноси ослобођење грчким колонијама у Малој Азији.
- 479. п. н. е. - Под вођством Атине на острву Делу основан Делски савез који окупља грчке градове на обалама Егејског мора. Спарта окупља ривалски Пелопонески савез. Временом Делски савез потпуно прераста у атинску хегемонију над осталим градовима.
- 476. п. н. е. - 462. п. н. е. - Атински војсковођа Кимон даље гони Персијанце и војним средствима спроводи атинску превласт у Делском савезу.
- 471. п. н. е. - Темистокле протеран из Атине на 10 година.
- 468. п. н. е. - Софокле осваја атинску годишњу награду за драму испред Есхила.
- 461. п. н. е. - Кимон протеран из Атине на 10 година.
- 457. п. н. е. - Перикле први пут изабран за архонта, почетак Златног доба Атине.
- 456. п. н. е. - Есхилова смрт.
- 449. п. н. е. - Херодот, отац историјске науке, завршава своју Историју у којој је описао Грчко-персијске ратове.
- 448. п. н. е. - Архитекте Иктин и Каликрат завршавају радове на обнови Акропоља који су Персијанци разорили 480. п. н. е.
- 441. п. н. е. - Еурипид осваја атинску годишњу награду за драму.
- 440. п. н. е. - Хераклит из Ефеса утврђује први филозофски систем.
- 435. п. н. е. - Фидија завршава радове на кипу Зевса у Олимпији, једном од седам светских чуда античког света.
- 433. п. н. е. - Спарта, Коринт, Мегара и Егина се удружују против Атине, Крфа, Регија и Леонтина.
- 432. п. н. е. - Крај Златног доба, Пелопонески рат почиње атинском блокадом Потидеје (Битка код Потидеје) и објавом рата Крфа Коринту (Битка код Сиботе).
- 431. п. н. е. - Спартански краљ Архидам креће у поход против Атине.
- 431. п. н. е. - Емпедокле из Агригента на Сицилији поставља теорију о четири елемента.
- 430. п. н. е. - Неуспех атинске мировне понуде, епидемија бубонске куге у Атини коју опседају Спартанци.
- 430. п. н. е. - Леукип из Милета (или Абдере?) поставља теорију да догађај у природи мора имати свој узрок.
- 429. п. н. е. - Битка код Халкиде; Атињани поражени у покушају да заузму град Халкиду.
- 429. п. н. е. - Перикле умире усред епидемије тифуса или бубонске куге.
- 429. п. н. е. - Хипократ са Коса поставља тезу да свака болест има физички узрок.
- 428. п. н. е. - Рођен Платон.
- 428. п. н. е. - Побуна Митилене, највећег града на Лезбу, против Атине.
- 427. п. н. е. - Смрт Архидама, Спартански војсковођа Алкијад пустоши Јонију, нова епидемија куге.
- 427. п. н. е. - Митилена и Платеја се предају Атини.
- 427. п. н. е. - Аристофан, атински комедиограф, осваја годишњу драмску награду.
- 426. п. н. е. - Атина обезбеђује Крф.
- 425. п. н. е. - Битка на острву Сфактерија: атински стратези Демостен и Клеон по први пут у историји терају спартанске хоплите на предају.
- 424. п. н. е. - Становнисци Сиракузе одбијају напад Атињана.
- 424. п. н. е. - Пагонда из Тебе наноси пораз атинској војсци у бици код Делија, спартански војсковођа Брасида заузима Амфипољ непосредно пре доласка атинског стратега Тукидида, будућег историчара. Заузврат Клеон осуђује Тукидида на изгнанство од 20 година.
- 423. п. н. е. - Примирје у Лахи, Брасида ипак наставља рат, Никија заузима Менде.
- 422. п. н. е. - Клеон пресреће Брасиду недалеко од Амфипоља, обојица страдају у бици код Амфипоља.
- 421. п. н. е. - Никијин мир, привремено зауставља рат, али Алкибијад, Периклов рођак, склапа антиспартански савез.
- 420. п. н. е. - Четворочлани савез који су чинили Атина, Арг, Мантинеја и Елида сукобљава се са савезом Спарте и Беотије.
- 419. п. н. е. - Спартански краљ Агис II склапа примирје са Аргом.
- 418. п. н. е. - Битка код Мантинеје, највећа битка рата у којој Спарта побеђује војску коалиције предвођене Аргом и Атином. Арг иступа из савеза и придружује се Спарти. Алкибијад протеран из Атине.
- 416. п. н. е. - Алкибијад се враћа у Атину и на власт.
- 415. п. н. е. - Алкибијад је оптужен за светогрђе због рушења Хермесових кипова. Алкибијад покреће Сицилијанску експедицију и одбија да се појави пред судом. Осуђен на смрт у одсуству, Алкибијад бежи на спартанску страну.
- 414. п. н. е. - Лемах, атински стратег убијен код Сиракузе.
- 413. п. н. е. - Никија и Стратег убијени код Сиракузе.
- 412. п. н. е. - Алкибијад, протеран из Спарте, кује планове о повратку у Атину.
- 411. п. н. е. - Антифон, Писандер и Фриникус укидају демократију у Атини; са власти их збацује Терамен.
- 410. п. н. е. - После неколико победа, атински демагог Клеофон одбија мировне предлоге Спарте.
- 409. п. н. е. - Алкибијад за рачун Атине поново заузима Византион.
- 408. п. н. е. - Алкибијад се тријумфално враћа у Атину, Лисандар, спартански војсковођа, гради флоту у Ефесу
- 407. п. н. е. - Лисандар почиње са уништавањем атинске флоте, Алкибијад лишен власти у Атини.
- 406. п. н. е. - Каликратид, спартански заповедник флоте, не успева да спроведе блокаду луке града Митилене на острву Лезбосу и губи битку код Аргинусе, Спарта поново тражи мир, Клеофон одбија преговоре.
- 405. п. н. е. - Лисандар заробљава атинску флоту, краљ Спарте Паусанија опседа Атину, Клеофон погубљен, Корин и Теба захтевају разарање Атине.
- 404. п. н. е. - Атина капитулира 25. априла, Терамен склапа мировни споразум са Спартом који спашава Атину разарања, убиство Терамена и Алкибијада.
- 401. п. н. е. - Тукидид, атински историчар, умире пре краја радова на његовој Историји Пелопонеског рата.
- 399. п. н. е. - Сократ, атински филозоф, бива осуђен на смрт због наводног лошег утицаја на омладину у Атини
- 347. п. н. е. - Платон, грчки филозоф, оснива Академију.
- 342. п. н. е. - Аристотел, грчки филозоф, почиње да подучава Александра, сина краља античке Македоније, Филипа II.
- 338. п. н. е. - Битка код Херонеје; Филип II односи победу над савезом Атине и Тебе у последњој борби грчких полиса да одрже своју политичку независност.
- 336. п. н. е. - Александар наслеђује оца, који је убијен на венчању своје кћерке.
- 333. п. н. е. - Александар поразио Персијанце у бици код Иса, али Дарије III успева да побегне.
- 332 - Александар осваја Египат.
- 331 - Битка код Гаугамеле (1. октобар), Александар заузима остатке Персијског царства и окончава владавину Ахеменидске династије.
- 330. п. н. е. - Демокрит, грчки филозоф, развија атомистичку теорију, верује у узрок и последицу, нешто се не може створити из ничега.
- 329. п. н. е. - Александар освојио Самарканд.
- 327. п. н. е. - Александар осваја северну Индију, али, клонувши духом, његова војска одбија да настави са освајањима према истоку.
- 323. п. н. е. - Александар умире у Вавилону, почетак ратова његових војсковођа-наследника тј дијадоха: Антигон I Монофталмос- Македонија, Селеук- Месопотамија и Сирија, Птолемеј I Сотер- Египат.
- 316. п. н. е. - Менандар, грчки комедиограф, осваја Атинску награду.
- 300. п. н. е. - Еуклид, грчки математичар, објављује Елементе, постављајући логичке темеље геометрији и теорији бројева (Еуклидов алгоритам).
- 295. п. н. е. - Деметрије Полиоркет заузима Атину и уклања тиранина Лахара.
- 265. п. н. е. - Архимед, грчки математичар, открио је Архимедов завртањ и специфичну тежину; такође је наговестио откриће интегралног рачуна.